# Pružatovac

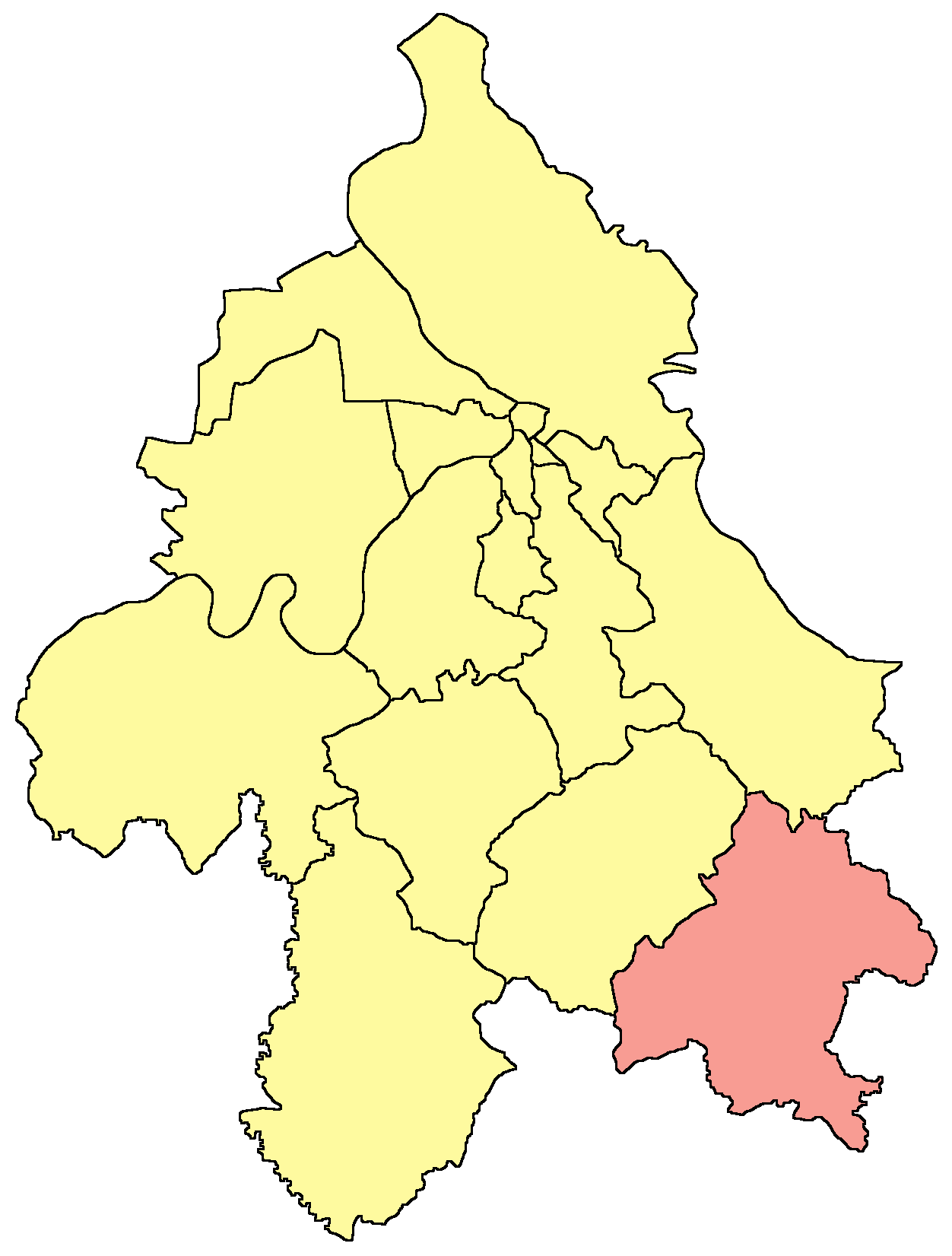
Localisation de la municipalité de Mladenovac dans la Ville de Belgrade

Pružatovac (en serbe cyrillique : Пружатовац) est un village de Serbie situé dans la municipalité de Mladenovac et sur le territoire de la Ville de Belgrade. Au recensement de 2011, il comptait 877 habitants.

## Démographie
| 1948  | 1953  | 1961  | 1971  | 1981 | 1991 | 2002 | 2011 |
| ----- | ----- | ----- | ----- | ---- | ---- | ---- | ---- |
| 1 116 | 1 171 | 1 150 | 1 007 | 958  | 922  | 835  | 877  |

|  |